# Districtul Wan Yai
Wan Yai (în thailandeză หว้านใหญ่) este un district (Amphoe) din provincia Mukdahan, Thailanda, cu o populație de 18.683 de locuitori și o suprafață de 84,48 km².

## Componență
Districtul este subdivizat în 5 subdistricte (tambon), care sunt subdivizate în 44 de sate (muban).
| Nr. | Nume         | În thailandeză | Sate | Locuitori |  |
| --- | ------------ | -------------- | ---- | --------- |  |
| 1.  | Wan Yai      | หว้านใหญ่        | 11   | 4,739     |  |
| 2.  | Pong Kham    | ป่งขาม          | 11   | 5,337     |  |
| 3.  | Bang Sai Noi | บางทรายน้อย     | 11   | 4,715     |  |
| 4.  | Chanot       | ชะโนด          | 5    | 2,444     |  |
| 5.  | Dong Mu      | ดงหมู           | 6    | 1,448     |  |